# Lomtjärnen (Hällefors socken, Västmanland, 664618-142065)
Lomtjärnen är en sjö i Hällefors kommun i Västmanland och ingår i Göta älvs huvudavrinningsområde. Lomtjärnen ligger i Västeråsmossen Natura 2000-område.